# Белобородово (Томская область)
Белобородово — упразднённая в 1954 году деревня в Томском районе Томской области России. Вошла в состав города Северск.

## Топоним
Назван по имени основателя.

## География
Расположена была на правом берегу реки Томи, к северо-западу от Томска.

## История
Основана в 1728 г. служилым человеком Иваном Белобородовым.
В 1954 г. деревня вошла в состав города и полностью исчезла при строительстве Северска. Последние дома были снесены в конце 1970-х годов. единственное, что осталось от деревни — часть деревенского кладбища у кинотеатра «Россия» (где захоронен Иван Белобородов) и храма Владимирской иконы Божией Матери.

## Население
34 ревизские души в 1799 году, 422 человека в 1838 году, 617 к 1917 году.
К началу XX в. проживали более ста семей (Соколовы, Шадрины, Уткины, Нелюбины, Моисеевы и др.)

## Инфраструктура
Хлебопашество, огородничество, разведение скота, рыболовство, различные промыслы. Доходы жителей пополнялись благодаря работе по найму в городе, в монастыре, на нефтяном складе братьев Нобель, по перевозке грузов на тракте и на пароходных пристанях.
В деревне работала маслобойня, 2 мелочные лавки, 2 керосиновых склада, работала церковно-приходская школа.
В конце XVIII века 13 дворов, к 1916 году — 124.

## Транспорт
Через деревню проходила грунтовая дорога — Белобородовский тракт (ныне центральная улица г. Северска — проспект Коммунистический).
По тракту ездили в город Томск шли обозы с грузами из северных, нарымских селений.